# Pio Alberto del Corona
Pio Alberto del Corona, OP (5. července 1837, Livorno – 15. srpna 1912, Florencie) byl italský římskokatolický duchovní, biskup ze San Miniata a poté titulární arcibiskup ze Sardica, řeholník dominikánského řádu a zakladatel kongregace Sester dominikánek od Ducha svatého. Katolická církev jej uctívá jako blahoslaveného.

## Život

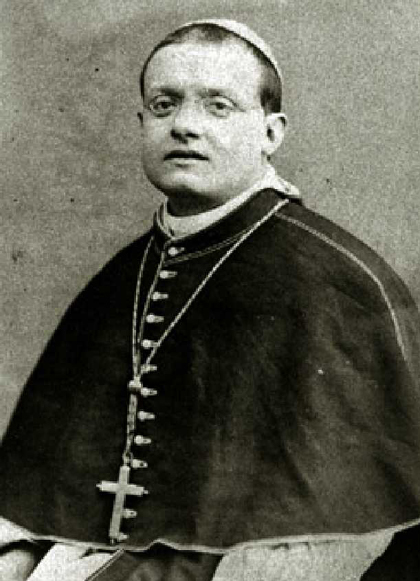
Fotografie

Narodil se dne 5. července 1837 v Livornu jako čtvrté ze čtyř dětí rodičům Giuseppemu del Corona a Ester Bucalossi. Jeho rodiče se živili prodejem obuvi. Pokřtěn byl 8. července téhož roku v katedrále Nanebevzetí Panny Marie v Sieně.
Část svého dětství strávil v obci Tremoleto. Studoval na škole vedené Barnabity. Dne 16. dubna 1851 přijal své první svaté přijímání. Již v dětství se rozhodl stát řeholním knězem.
Dne 1. února 1855 vstoupil do noviciátu řádu bratří kazatelů, jehož členové se nazývají dominikáni. Zvolil si řeholní jméno Pius. Dne 3. listopadu 1859 složil v řádu své řeholní sliby. Dne 21. prosince 1859 byl vysvěcen na jáhna. Kněžské svěcení přijal dne 5. února 1860 a 12. února téhož roku sloužil svoji primiční mši svatou.

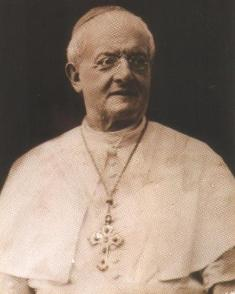
Fotografie

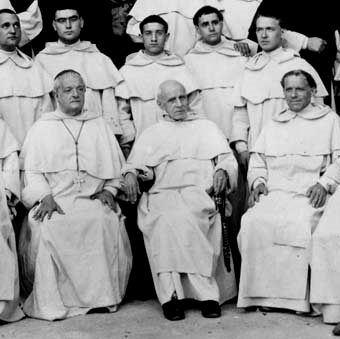
Bl. Pio Alberto del Corona (vlevo sedící) spolu s bl. Hyacinthe-Marie Cormier (uprostřed) a dalšími dominikány

Spolu s Piou Elenou Bruzzi Bonaguidi, se kterou se poprvé setkal roku 1869, pracoval na založení nové ženské řeholní kongregace, kterou v dubnu roku 1872 založil. Kongregace nese název Sestry dominikánky od Ducha svatého a je větví dominikánského řádu. Dne 8. května 1872 byl spolu s Piou Elenou Bruzzi Bonaguidi přijat na audienci u papeže bl. Pia IX., který jim požehnal jejich dílo.
Roku 1872 byl jmenován převorem kláštera sv. Marka ve Florencii. Tuto funkci zastával do roku 1874, kdy jej papež bl. Pius IX. jmenoval biskupem koadjutorem diecéze San Miniato a titulárním biskupem diecéze Draso. Kardinál Costantino Patrizi Naro jej dne 3. ledna 1875 vysvětil na biskupa v bazilice Sant'Apollinare v Římě. Spolusvětiteli byli kardinálové Pietro Giannelli a Alessandro Sanminiatelli Zabarella. Papež Lev XIII. jej dne 2. února 1897 jmenoval biskupem diecéze San Miniato. Roku 1899 se stal asistentem papežského stolce a současně s tím obdržel titul monsignore.
Praktikoval na sobě umrtvování těla. Pro své věrné plnění biskupských povinností uvažoval papež Lev XIII., že jej učiní arcibiskupem florentské arcidiecéze a jmenuje kardinálem, což mu také sdělil na soukromé audienci roku 1899. Kvůli své skromné povaze se však zdráhal tyto čestné funkce přijmout a tak papež jmenoval do funkce někoho jiného.
Roku 1906 se kvůli svým zdravotním problémům (měl onemocnění jater a problémy se zrakem) rozhodl rezignovat na post biskupa ze San Miniato. O rok později papež sv. Pius X. jeho žádosti vyhověl. Jelikož si jej papež velmi vážil, jmenoval ho titulárním arcibiskupem ze Sardica, což byla pouze čestná funkce a fakticky byl již na odpočinku. Roku 1910 mu papež sv. Pius X. zaslal osobní blahopřání k jeho padesátému výročí kněžského svěcení.
Roku 1912 se mu zdravotně přetížilo a dne 10. srpna téhož roku přijal svátost nemocných. Zemřel na slavnost Nanebevzetí Panny Marie dne 15. srpna 1912 ve Florencii. Ve Florencii byl také pohřben. Dne 12. října 1925 byly jeho ostatky přeneseny a uloženy do mateřského domu jím založené kongregace ve Florencii. Roku 2001 byly jeho ostatky za přítomnosti kardinála Josého Saraivy Martinse a dalších duchovních exhumovány.

## Úcta
Dne 9. října 2013 jej papež František podepsáním dekretu o jeho hrdinských ctnostech prohlásil za ctihodného. Dne 17. září 2014 byl uznán zázrak na jeho přímluvu, potřebný pro jeho blahořečení.
Blahořečen pak byl dne 19. září 2015 v San Miniato. Obřadu předsedal jménem papeže Františka kardinál Angelo Amato.
Jeho památka je připomínána 19. září. Bývá zobrazován v biskupském, nebo řeholním oděvu. Je patronem jím založené kongregace.